# مقاطعة كلبجر
مقاطعة كلبجر هي مقاطعة في أذربيجان. احتلت من قبل أرمينيا في عام 1993، حتى انسحبت منها في 25 نوفمبر 2020 بموجب اتفاق وقف إطلاق النار في مرتفعات قره باغ 2020.
تسبب القتال بتهجير السكان الأذربيجانيين من كلبجر ويعيشون حالياً كمشردين داخلياً في مناطق أخرى من أذربيجان.

## التركيبة السكانية
اعتباراً من عام 1989:
- أذربيجانيون 83.19% (55.082)
- أرمن 14.79% (9.794)
- أكراد 1.88% (1.248)
- آخرون 1%